# Яковлево (Дорогобузький район)
Яковлево — село в Смоленській області Росії, в Дорогобузькому районі. Населення — 77 жителів (2007). Розташоване в центральній частині області за 5 км на південь від Дорогобужа, біля автодороги Р137 Сафоново — Рославль. Входить до складу Озерищенського сільського поселення.

## Історія
Назва можливо походить з початку XVII століття від імені одного з власників «пустка Якова Ржевського». Відомо що з 1646 року населений пункт було подаровано польським королем пушкарям Дорогобузького замку. Звідси одна із назв села Пушкарщина. У XIX столітті пушкарями також було засновано сусіднє село Плетнівка (нині не існує). Під час Французько-російської війни 1812 року село було місцем збору військового ополчення Смоленської губернії.
У 1895 році була відкрита школа грамоти, в 1905 земська.
Наприкінці XIX століття відкрита земська лікарня.
У 1904 році у селі було 895 жителів.

## Пам'ятки
- Городище на території села.